# Covid19-félretájékoztatás
A Covid19-félretájékoztatás a Covid19-világjárvánnyal kapcsolatos minden olyan témára vonatkozik, amely félretájékoztatást és összeesküvés-elméleteket eredményezett a világjárvány mértékével, valamint a betegség eredetével, megelőzésével, diagnózisával és kezelésével kapcsolatban. A hamis információkat, beleértve a szándékos dezinformációt is, a közösségi médián, SMS-ekben és a tömegtájékoztatási eszközökön keresztül terjesztették. A hamis információkat hírességek, politikusok és más prominens közéleti személyiségek terjesztették. Több országban törvényt hoztak az "álhírek" ellen, és több ezer embert tartóztattak le, mert téves információkat terjesztettek a Covid19-ről. A világjárványról való félretájékoztatásban a kormányoknak is jelentős részük volt.
Kereskedelmi csalások azt állították, hogy otthoni teszteket, állítólagos megelőzéseket és "csodás" gyógymódokat kínálnak. Számos vallási csoport azt állította, hogy hitük megvédi őket a vírustól. Bizonyítékok nélkül egyesek azt állították, hogy a vírus egy laboratóriumból véletlenül vagy szándékosan kiszivárgott biofegyver, egy népesség-ellenőrzési rendszer, egy kémkedési művelet eredménye vagy a mobilhálózatok 5G-s fejlesztésének mellékhatása.
Az Egészségügyi Világszervezet (WHO) a vírusról szóló téves információk miatt "infodémiát" hirdetett, amely a globális egészséget veszélyezteti. Bár az összeesküvés-elméletekben való hit nem új jelenség, a Covid19-világjárvány összefüggésében ez káros egészségügyi hatásokhoz vezethet. Az összeesküvés-hiedelmek megjelenéséhez olyan kognitív torzítások kapcsolódhatnak, mint az elhamarkodott következtetések levonása és a megerősítési torzítás. Az egészségügyi hatások mellett a félretájékoztatás terjedéséből és az összeesküvés-elméletek támogatásából eredő károk közé tartozik a hírszervezetekkel és az orvosi hatóságokkal szembeni bizalmatlanság növekedése, valamint a megosztottság és a politikai széttagoltság.

## Áttekintés
2020. január 30-án a BBC beszámolt a Covid19-cel kapcsolatos összeesküvés-elméletek és hibás egészségügyi tanácsok kialakulóban lévő problémájáról. Az akkori példák között szerepeltek a közösségi médiában és magánbeszélgetéseken megosztott hamis egészségügyi tanácsok, valamint olyan összeesküvés-elméletek, mint például, hogy a járvány kitörését a Pirbright Intézet részvételével tervezték. Január 31-én a The Guardian hét esetet sorolt fel a félretájékoztatásról, hozzátéve a biofegyverekről szóló összeesküvés-elméleteket és az 5G-technológiával való kapcsolatot, valamint a különböző hamis egészségügyi tanácsokat.
A kutatások megosztásának felgyorsítására törekedve sok kutató az olyan preprint szerverekhez fordult, mint az arXiv, a bioRxiv, a medRxiv és az SSRN. A tanulmányokat szakértői értékelés vagy bármilyen más, a kutatás minőségét biztosító szerkesztési folyamat nélkül töltötték fel ezekre a szerverekre. Néhány ilyen cikk hozzájárult az összeesküvés-elméletek elterjedéséhez. A legjelentősebb eset egy, a bioRxivre feltöltött, nem felülvizsgált preprint-papír volt, amely azt állította, hogy a vírus HIV-"betéteket" tartalmaz. A kifogásokat követően a tanulmányt visszavonták. A Covid19-ről szóló előzetes nyomtatványokat széles körben megosztották az interneten, és egyes adatok szerint a médiában majdnem tízszer annyian használták őket, mint más témákról szóló előzetes nyomtatványokat.
A Reuters Institute for the Study of Journalism által közzétett tanulmány szerint a Covid19-cel kapcsolatos legtöbb félretájékoztatás "az újrakonfigurálás különböző formáit foglalja magában, ahol a meglévő és gyakran igaz információkat kiforgatják, átkontextualizálják vagy átdolgozzák"; kevesebb félretájékoztatást "teljesen kitaláltak". A tanulmány azt is megállapította, hogy a "politikusoktól, hírességektől és más prominens közéleti személyiségektől származó, felülről jövő félretájékoztatás", bár a minták kisebb részét tette ki, a közösségi médián keresztül érkező információk többségét lekötötte. Az osztályozásuk szerint a félretájékoztatás legnagyobb kategóriája (39%) a "félrevezető vagy hamis állítások voltak a hatóságok, köztük kormányzati és nemzetközi szervek, például a WHO vagy az ENSZ intézkedéseiről vagy politikáiról".
A közösségi média mellett a televíziót és a rádiót is a félretájékoztatás forrásainak tekintik. Az Egyesült Államokban a Covid19-világjárvány korai szakaszában a Fox News olyan szerkesztői irányvonalat képviselt, amely szerint a világjárványra adott sürgősségi válasz politikai indíttatású vagy más módon indokolatlan volt, a műsorvezető Sean Hannity pedig azt állította az adásban, hogy a világjárvány "átverés" (később cáfolta). A médiaelemzők értékelése szerint a sugárzott félretájékoztatás hatása befolyásolja a lakosság egészségi állapotát. Egy természetes kísérletben (olyan kísérlet, amely spontán, emberi tervezés vagy beavatkozás nélkül zajlik) összehasonlítottak két hasonló televíziós hírt, amelyeket a Fox News csatornán egy hónap különbséggel sugároztak 2019-ben. Az egyik tétel komolyabban számolt be a koronavírusos megbetegedés hatásairól, míg a második tétel lekicsinyelte a Covid19 veszélyét. A tanulmány megállapította, hogy azok a nézők, akik a veszélyt lekicsinyítő híradótételnek voltak kitéve, statikusan hajlamosabbak voltak a Covid19-fertőzések és a halálozás megnövekedett arányára. 2021 augusztusában a Sky News Australia televíziós műsorszolgáltatót bírálták, amiért a YouTube-on olyan videókat tett közzé, amelyek a Covid19-ről szóló félrevezető orvosi állításokat tartalmaznak. Az Egyesült Államokban a konzervatív beszélgető rádiót szintén a Covid19-ről szóló pontatlan vagy félrevezető kommentárok forrásaként tartották számon. 2021 augusztusában és szeptemberében több olyan rádiós műsorvezető, aki lebeszélt a Covid19-oltásról, vagy szkeptikusan nyilatkozott a Covid19-vakcinával kapcsolatban, később meghalt a Covid19 szövődményeiben, köztük Dick Farrel, Phil Valentine és Bob Enyart.
A Covid19-oltással kapcsolatos félretájékoztatást a politikusok, érdekcsoportok és állami szereplők számos országban politikai célokra használták fel: a felelősség elkerülésére, más országok bűnbakká tételére és a korábbi döntéseik kritikájának elkerülésére. Néha pénzügyi indíték is volt a háttérben. Több országot vádoltak azzal, hogy államilag támogatott műveletekkel dezinformációt terjesztettek más országok közösségi médiájában, hogy pánikot keltsenek, bizalmatlanságot szítsanak, aláássák a demokratikus vitát más országokban, vagy hogy népszerűsítsék saját kormánymodelljüket.
A Cornell Egyetem tanulmánya, amely a világ angol nyelvű médiájában megjelent 38 millió cikket vizsgált, megállapította, hogy Donald Trump amerikai elnök volt a félretájékoztatás egyik legnagyobb mozgatórugója.

## A vírus eredetére vonatkozó hipotézisek
Sok virológus a SARS-CoV-2 vírus legvalószínűbb eredetét az állatokból történő természetes átkerülésnek tartja, amely denevérekből jutott át az emberi populációba, esetleg egy állati köztigazdán keresztül, bár a pontos átviteli útvonal nem került meghatározásra. A legtöbb új fertőző betegség így kezdődik, és a genomikai bizonyítékok arra utalnak, hogy a SARS-CoV-2 vírus őse a patkósdenevérekből származik.
Egy jelenleg vizsgált alternatív hipotézis, amelyet a virológusok többsége bizonyítékok hiányában valószínűtlennek tart, az, hogy a vírus véletlenül kiszabadulhatott a Wuhani Virológiai Intézetből a szokásos kutatások során. Egy 2021 júliusában végzett felmérés szerint az amerikai felnőttek 52%-a úgy véli, hogy a Covid19 egy laboratóriumból szökött ki.
A témával kapcsolatos megalapozatlan spekulációk és összeesküvés-elméletek a világjárvány idején egyre népszerűbbek lettek. A gyakori összeesküvés-elméletek szerint a vírust szándékosan állították elő, akár biofegyverként, akár azért, hogy hasznot húzzanak a vakcinák eladásából. Az Egészségügyi Világszervezet szerint a genetikai manipulációt genomikai elemzésekkel kizárták. Számos más eredetmese is elhangzott, a politikai ellenfelek titkos összeesküvéseitől kezdve a mobiltelefonokkal kapcsolatos összeesküvés-elméletig. A Pew Research Center például azt találta, hogy minden harmadik amerikai úgy vélte, hogy az új koronavírust laboratóriumban hozták létre; minden negyedik úgy vélte, hogy szándékosan manipulálták. Ezeknek az összeesküvés-elméleteknek a terjedését a kölcsönös bizalmatlanság és ellenségeskedés, valamint a nacionalizmus és a propagandakampányok politikai célú felhasználása fokozza.
A félretájékoztatás népszerűsítését olyan amerikai szélsőjobboldali csoportok, mint a QAnon, olyan jobboldali csatornák, mint a Fox News, Donald Trump volt amerikai elnök és más prominens republikánusok is felhasználták a Kína-ellenes érzelmek szítására, és ez a közösségi médiában és a való világban fokozott Ázsia-ellenességhez vezetett. Ez a tudósok és közegészségügyi tisztviselők online és személyes zaklatását is eredményezte, amelyet a számos kérdésben folytatott, rendkívül politikai és gyakran mérgező vita táplál. A félretájékoztatás és az összeesküvés-elméletek ilyen jellegű terjedése negatívan befolyásolhatja a közegészségügyet, és csökkentheti a kormányokba és az egészségügyi szakemberekbe vetett bizalmat.
A laboratóriumi szivárgás és más elméletek újjáéledését részben az táplálta, hogy 2021 májusában közzétették a Nemzeti Allergiás és Fertőző Betegségek Intézete (NIAID) igazgatója, Anthony Fauci és tudósok között a kérdésről szóló korai e-maileket. A szóban forgó e-mailek szerint Kristian Andersen (az egyik, a genomikai manipuláció elméleteit megcáfoló tanulmány szerzője) erősen mérlegelte a lehetőséget, és e-mailben tett javaslatot Faucinak a lehetséges mechanizmusokra, mielőtt mélyebb technikai elemzéssel kizárta volna a szándékos manipulációt. Ezeket az e-maileket később félreértelmezték, és a kritikusok arra használták fel, hogy összeesküvésről beszéljenek. Néhány amerikai újságban megjelent ellenkező állítások ellenére azonban nem kerültek elő olyan új bizonyítékok, amelyek alátámasztanák a laboratóriumi baleset elméletét, és a szakmailag lektorált kutatások többsége természetes eredetre utal. Ez párhuzamot mutat az olyan új betegségek korábbi kitöréseivel, mint a HIV, a SARS és a H1N1, amelyek szintén laboratóriumi eredetűnek bizonyultak.

### Wuhani laboratóriumi eredet

#### Biofegyver
A biofegyver-eredetelmélet egyik korai forrása Dany Shoham korábbi izraeli titkosszolgálati tiszt volt, aki a The Washington Timesnak adott interjút a Wuhan Institute of Virology 4-es biológiai biztonsági szintű (BSL-4) laboratóriumáról. Egy hongkongi tudós, Li-Meng Yan elmenekült Kínából, és kiadott egy előzetest, amely szerint a vírust inkább laboratóriumban módosították, mintsem természetes evolúciója volt. Egy ad hoc szakértői értékelés során (mivel a tanulmányt nem nyújtották be hagyományos szakértői értékelésre a szokásos tudományos publikációs folyamat részeként), állításait félrevezetőnek, tudománytalannak és "lényegében összeesküvés-elméletek etikátlan népszerűsítésének" bélyegezték, amelyeknek nincs tényalapjuk. Yan tanulmányát a Rule of Law Society és a Rule of Law Foundation finanszírozta, két olyan nonprofit szervezet, amely kapcsolatban áll Steve Bannonnal, Trump egykori stratégájával és Guo Wenguival, egy külföldön élő kínai milliárdossal. Ezt a félretájékoztatást az amerikai szélsőjobboldal is megragadta, akik köztudottan támogatják a Kínával szembeni bizalmatlanságot. Ez tulajdonképpen "a félretájékoztatás gyorsan növekvő visszhangkamráját" alakította ki. A SARS-CoV-2 laboratóriumban kifejlesztett fegyverként való elképzelés a Plandemic összeesküvés-elmélet egyik eleme, amely szerint a vírust szándékosan Kína bocsátotta ki.
Az Epoch Times, a Kínai Kommunista Párt ellenes, a Fálun Gonghoz kötődő újság nyomtatásban és a közösségi médián, többek között a Facebookon és a YouTube-on keresztül terjesztette a Covid19-járvánnyal kapcsolatos félretájékoztatást. A lap Kína-ellenes retorikát és összeesküvés-elméleteket terjesztett a koronavírus kitörésével kapcsolatban, például egy nyolcoldalas, "Hogyan veszélyezteti a Kínai Kommunista Párt a világot" című különkiadáson keresztül, amelyet 2020 áprilisában kéretlenül terjesztettek az Egyesült Államok, Kanada és Ausztrália egyes területein élő postai megrendelőknek. Az újságban a SARS-CoV-2 vírus "KKP-vírus" néven szerepel, és az újság egyik kommentárja feltette a kérdést, hogy "vajon a Wuhanban megjelent új koronavírus kitörése baleset-e, amelyet a vírus fegyverként való felhasználása okozott abban a [Wuhan P4 virológiai] laboratóriumban?". A lap szerkesztősége azt javasolta, hogy a Covid19-betegek gyógyítsák magukat azzal, hogy "elítélik a KKP-t", és "talán megtörténik a csoda".
Az Egyesült Államokban a wuhani laboratórium eredetéről szóló elméletek terjedésére válaszul a kínai kormány azt az összeesküvés-elméletet hirdette meg, hogy a vírust az Egyesült Államok hadserege fejlesztette ki Fort Detrickben.

#### Gain-of-function kutatás[6]
A laboratóriumi eredet alátámasztására használt egyik elképzelés a koronavírusokkal kapcsolatos korábbi gain-of-function kutatásokra hivatkozik. Angela Rasmussen virológus azt írja, hogy ez valószínűtlen, mivel a funkcióbővítő kutatások intenzív ellenőrzésnek és kormányzati felügyeletnek vannak kitéve, és valószínűtlen, hogy a nehezen beszerezhető koronavírusokkal kapcsolatos kutatások a radar alatt történtek volna. A "funkciónyerés" pontos jelentése vitatott a szakértők között.
2020 májusában a Fox News műsorvezetője, Tucker Carlson azzal vádolta meg Anthony Faucit, hogy a Wuhani Virológiai Intézetben (WIV) végzett gain-of-function kutatások révén "finanszírozta a Covid létrehozását". Nicholas Wade tudományos író esszéjére hivatkozva Carlson azt állította, hogy Fauci irányította a kutatást, hogy a denevérvírusok fertőzőbbé váljanak az emberre nézve. Egy másnapi meghallgatáson Rand Paul amerikai szenátor azt állította, hogy az Egyesült Államok Nemzeti Egészségügyi Intézete (NIH) finanszírozta a Wuhanban folyó gain-of-function kutatást, és "szupervírusok" létrehozásával vádolta a kutatókat, köztük Ralph Baric epidemiológust. Mind Fauci, mind Francis Collins, az NIH igazgatója tagadta, hogy az amerikai kormány támogatta volna az ilyen kutatást. Baric szintén elutasította Paul állításait, mondván, hogy laboratóriumának a denevér-koronavírusok fajok közötti átvitelére irányuló kutatása nem minősül funkcióbővítésnek.
Egy 2017-es, a WIV-ben végzett, kiméra denevér-koronavírusokkal kapcsolatos tanulmány a NIH-t tüntette fel szponzorként; az NIH-finanszírozás azonban csak a mintavételhez kapcsolódott. Ez és más bizonyítékok alapján a The Washington Post "két pinocchiós" minősítést adott a koronavírusokkal kapcsolatos gain-of-function kutatáshoz való NIH-kapcsolatra vonatkozó állításnak, amely "jelentős kihagyásokat és/vagy túlzásokat" jelent.
2021 októberében Larry Tabak, az NIH fő igazgatóhelyettese levelet küldött James Comer kentucky-i kongresszusi képviselőnek, amelyben az EcoHealth Alliance-nak nyújtott NIH-támogatásokkal foglalkozott.

#### A begyűjtött minta véletlenszerű kibocsátása
Egy másik elmélet szerint a vírus a laboratóriumi dolgozók véletlen fertőzéséből keletkezett az emberekben egy természetes mintával. Erre a forgatókönyvre vonatkozó megalapozatlan online spekulációk széles körben elterjedtek.
A WHO által 2021 márciusában kiadott vizsgálati jelentés ezt a forgatókönyvet "rendkívül valószínűtlennek" minősítette, és semmilyen rendelkezésre álló bizonyíték nem támasztja alá. A jelentés azonban elismerte, hogy a lehetőség további bizonyítékok nélkül nem zárható ki. A jelentés mögött álló vizsgálat kínai és nemzetközi tudósok közös együttműködéseként működött. A jelentést bemutató tájékoztatón Tedrosz Adhanom Gebrejeszusz, a WHO főigazgatója megismételte a jelentésben foglalt felhívást az összes értékelt lehetőség mélyebb vizsgálatára, beleértve a laboratóriumi eredet forgatókönyvét is. Az Egyesült Államok, az EU és más WHO-tagországok államfői bírálták a tanulmányt és a jelentést az átláthatóság hiánya és az adatokhoz való hiányos hozzáférés miatt. Néhány tudós, köztük Anthony Fauci és a Science-ben megjelent levél aláírói is további vizsgálatokat kértek.
2021 májusa óta egyes médiaszervezetek enyhítettek korábbi megfogalmazásukon, amelyek a laboratóriumi szivárgás elméletét "megcáfoltnak" vagy "összeesküvés-elméletnek" minősítették. Ezzel szemben az a tudományos vélemény, hogy a véletlen szivárgás lehetséges, de valószínűtlen, változatlanul fennmaradt. Számos újságíró és tudós azt mondta, hogy a világjárvány első évében a Donald Trump által felkarolt elméletből eredő észlelt polarizáció miatt elutasították vagy kerülték a laboratóriumi szivárgás elméletének megvitatását.

#### Kanadai laboratóriumból lopták el
Egyes közösségimédia-felhasználók azt állították, hogy a 2019-es koronavírus-betegséget egy kanadai víruskutató laboratóriumból lopták el kínai tudósok. A Health Canada és a Kanadai Közegészségügyi Ügynökség szerint ennek "nincs ténybeli alapja". Úgy tűnik, hogy a történetek egy 2019. júliusi CBC-hírcikkből származtak, amely szerint néhány kínai kutató biztonsági hozzáférését a Winnipegben található Nemzeti Mikrobiológiai Laboratóriumhoz, egy 4. szintű virológiai laboratóriumhoz, a Kanadai Királyi Lovasrendőrség vizsgálata után visszavonták. A kanadai tisztviselők ezt adminisztratív ügynek minősítették, és azt mondták, hogy a kanadai lakosságra nézve nem állt fenn kockázat.
Az összeesküvés-elméletekre reagálva a CBC kijelentette, hogy cikkei "soha nem állították, hogy a két tudós kém lenne, vagy hogy a koronavírus bármely változatát bevitték volna a wuhani laboratóriumba". Bár a winnipegi laboratóriumból 2019. március 31-én kórokozómintákat szállítottak Pekingbe, egyik minta sem tartalmazott koronavírust. A kanadai közegészségügyi hivatal közölte, hogy a szállítmány minden szövetségi irányelvnek megfelelt, és hogy a szóban forgó kutatók ellen még folyik a vizsgálat, így sem megerősíteni, sem cáfolni nem lehet, hogy ők ketten voltak felelősek a szállítmány elküldéséért. A Kanadai Királyi Lovasrendőrség által vizsgált kutatók jelenlegi tartózkodási helyét szintén nem hozták nyilvánosságra.
Egy 2020. januári sajtótájékoztatón Jens Stoltenberg NATO-főtitkár, amikor az ügyről kérdezték, kijelentette, hogy konkrétan nem tud nyilatkozni az ügyről, de aggodalmát fejezte ki a "nemzetek fokozott erőfeszítései miatt, amelyek a NATO-szövetségesek elleni kémkedés különböző módjait célozzák".

#### Kína vádjai
A The Economist szerint a kínai interneten összeesküvés-elméletek léteznek arról, hogy a Covid19-et a CIA hozta létre azért, hogy "Kínát elnyomja". A ProPublica vizsgálata szerint az ilyen összeesküvés-elméleteket és dezinformációt a China News Service irányítása alatt terjesztik, amely az ország második legnagyobb állami tulajdonú médiuma, amelyet az Egyesült Front Munkaügyi Osztálya ellenőriz. A Global Times és a Hszinhua hírügynökség hasonlóan érintett a Covid19 eredetével kapcsolatos dezinformációk terjesztésében. Az NBC News azonban megjegyezte, hogy az Egyesült Államokkal kapcsolatos összeesküvés-elméleteket is megcáfolták az interneten: a WeChat keresője az "a koronavírus-betegség az USA-ból származik" kifejezésre a jelentések szerint többnyire olyan cikkeket talál, amelyek elmagyarázzák, hogy miért indokolatlanok az ilyen állítások.
2020. március 12-én a kínai külügyminisztérium két szóvivője, Zhao Lijian és Geng Shuang egy sajtókonferencián azt állította, hogy a nyugati hatalmak "biotechnológiával állították elő" a 2019-es koronavírus-betegséget. Arra utaltak, hogy az amerikai hadsereg hozta létre és terjesztette a Covid19-et, állítólag a 2019-es wuhani katonai világjátékok alatt, ahol számos influenzaszerű megbetegedést jelentettek.
A Fort Belvoirban állomásozó amerikai katonai atlétikai küldöttség egyik tagja, aki a wuhani játékokon az 50 mérföldes országúti versenyen indult, a netezők online célkeresztjébe került, azzal vádolva őt, hogy ő a "nulladik beteg" a Wuhanban kitört 2019-es koronavírusos betegség kitörésében, és később a CNN-nek nyilatkozott, hogy tisztázza a nevét a "világjárvány elindításában való hamis vádak alól".
2021 januárjában Hua Chunying felújította Zhao Lijian és Geng Shuang összeesküvés-elméletét, miszerint a SARS-CoV-2 vírus az Egyesült Államokból származik az amerikai Fort Detrick-i biológiai fegyverek laboratóriumában. Ez az összeesküvés-elmélet gyorsan trendi lett a kínai Weibo közösségi médiaplatformon, és Hua Csunying továbbra is bizonyítékokat idézett a Twitteren, miközben arra kérte az Egyesült Államok kormányát, hogy nyissa meg Fort Detricket további vizsgálat céljából, hogy kiderüljön, ez-e a SARS-CoV-2 vírus forrása. 2021 augusztusában a kínai külügyminisztérium szóvivője többször is hivatalos pódiumon emelte a Fort Detrick eredetének bizonyítatlan ötletét.
A Foreign Policy jelentése szerint a kínai diplomaták és kormánytisztviselők a kínai propaganda apparátussal és az online agitátorok és befolyásolók rejtett hálózataival összehangoltan reagáltak, és arra összpontosítottak, hogy megismételjék Zhao Lijian állítását a marylandi Fort Detrickkel kapcsolatban, valamint a "több mint 200 amerikai biolaboratóriummal" szerte a világon.

### Oroszország vádjai
2020. február 22-én amerikai tisztviselők azt állították, hogy Oroszország áll egy folyamatos dezinformációs kampány mögött, amely több ezer közösségi médiafiókot használ a Twitteren, a Facebookon és az Instagramon, hogy szándékosan alaptalan összeesküvés-elméleteket népszerűsítsen, azt állítva, hogy a vírus a CIA által gyártott biológiai fegyver, és az USA gazdasági háborút folytat Kína ellen a vírus felhasználásával.

### Más országok vádjai
A washingtoni székhelyű, nonprofit Middle East Media Research Institute szerint az arab sajtóban számos író népszerűsítette azt az összeesküvés-elméletet, hogy a Covid19-et, valamint a SARS és a sertésinfluenza vírusát szándékosan hozták létre és terjesztették, hogy oltóanyagokat adjanak el ezek ellen a betegségek ellen, és hogy ez "része annak a gazdasági és pszichológiai háborúnak, amelyet az USA Kína ellen folytat azzal a céllal, hogy meggyengítse, és elmaradott országnak és a betegségek forrásának állítsa be".
Törökországban olyan vádakról számoltak be, hogy az amerikaiak fegyverként hozták létre a vírust, és a YouGov 2020 augusztusában végzett közvélemény-kutatása szerint a török válaszadók 37%-a úgy vélte, hogy az amerikai kormány felelős a vírus létrehozásáért és terjesztéséért.
Egy iráni lelkész Qomban azt mondta, hogy Donald Trump célba vette a várost a koronavírussal, "hogy kárt tegyen a kultúrájában és becsületében". Reza Malekzadeh, Irán egészségügyi miniszterhelyettese és korábbi egészségügyi minisztere elutasította azokat az állításokat, amelyek szerint a vírus biológiai fegyver lenne, és rámutatott, hogy az Egyesült Államoknak súlyos károkat okozna. Azt mondta, hogy Iránt azért sújtotta súlyosan, mert szoros kapcsolatai Kínával és vonakodása a légi összeköttetések megszakítása miatt a vírust behurcolták, és mert a korai eseteket influenzának nézték.
Az elmélet a Fülöp-szigeteken és Venezuelában is elterjedt. A Globsec 2020. októberi, kelet-európai országokban végzett felmérése szerint a válaszadók 38%-a Montenegróban és Szerbiában, 37%-a Észak-Macedóniában, 33%-a Bulgáriában úgy vélte, hogy az USA szándékosan hozta létre a Covid19-et.

### Zsidó származás

#### A muszlim világban
Az iráni Press TV azt állította, hogy "a cionista elemek a koronavírus egy halálosabb törzsét fejlesztették ki Irán ellen". Hasonlóképpen, egyes arab médiumok Izraelt és az Egyesült Államokat vádolták a Covid19, a madárinfluenza és a SARS létrehozásával és terjesztésével. A közösségi média felhasználói más elméleteket is felvetettek, többek között azt állították, hogy zsidók gyártották a Covid19-et, hogy globális tőzsdei összeomlást idézzenek elő, és ezáltal bennfentes kereskedelem révén profitáljanak, míg a török televízió egyik vendége egy ambiciózusabb forgatókönyvet vetett fel, amelyben zsidók és cionisták hozták létre a Covid19-et, a madárinfluenzát és a krími-kongói vérzéses lázat, hogy "megtervezzék a világot, elfoglaljanak országokat, sterilizálják a világ lakosságát". Fatih Erbakan török politikus állítólag azt mondta egy beszédében: "Bár biztos bizonyítékaink nincsenek, de ez a vírus a cionizmus céljait szolgálja, hogy csökkentse az emberek számát, és megakadályozza, hogy növekedjen, és ezt fontos kutatások is kifejezik".
A Covid19-vakcina kifejlesztésére tett izraeli kísérletek negatív reakciókat váltottak ki Iránban. Naser Makarem Shirazi nagyajatollah cáfolta az első híreket, amelyek szerint a cionisták által készített vakcina halal lenne, a Press TV egyik újságírója pedig azt tweetelte, hogy "inkább kockáztatom a vírust, minthogy izraeli vakcinát fogyasszak". A török Yeni Akit egyik rovatvezetője azt állította, hogy egy ilyen vakcina a tömeges sterilizáció végrehajtását célzó csel lehet.

#### Az Egyesült Államokban
Az Egyesült Államok Szövetségi Nyomozó Irodájának riasztása a szélsőjobboldali szélsőségesek által szándékosan terjesztett koronavírusos megbetegedés lehetséges veszélyéről 2019-ben megemlítette, hogy zsidókat és zsidó vezetőket hibáztatnak a járvány okozásáért, és több államra kiterjedő leállítást rendeltek el.

#### Németországban
Szórólapokat találtak a német villamosok kocsijain, amelyek hamisan a zsidókat tették felelőssé a járványért.

### Muszlimok terjesztik a vírust
Indiában a muszlimokat vádolták a fertőzés terjesztésével, miután a Tablighi Jamaat vallási összejövetelhez kapcsolódó esetek jelentek meg. Jelentések szerint a közösségi médiában a muszlimokat becsmérlik, és Indiában magánszemélyeket támadnak meg. Azt állították, hogy a muszlimok SARS-CoV-2 vírussal fertőzött élelmiszereket árulnak, és hogy egy patnai mecset Olaszországból és Iránból érkezett embereknek nyújtott menedéket. Ezek az állítások hamisnak bizonyultak. Az Egyesült Királyságban szélsőjobboldali csoportok jelentették, hogy a muszlimokat hibáztatják a járványért, és tévesen állítják, hogy a mecsetek nyitva maradtak a nagy gyülekezések országos tilalma után is.

### Népesség-ellenőrzési rendszer
A BBC szerint Jordan Sather, a QAnon összeesküvés-elméletet és az oltásellenes mozgalmat támogató youtuber tévesen azt állította, hogy a járvány kitörése az angliai Pirbright Intézet és a Microsoft korábbi vezérigazgatója, Bill Gates által létrehozott népesség-ellenőrzési rendszer volt.
Piers Corbynt az orvos és a műsorvezető Hilary Jones "veszélyesnek" nevezte a Good Morning Britain című műsorban 2020 szeptember elején adott közös interjújuk során. Corbyn a 2019-es koronavírusos megbetegedést "pszichológiai műveletnek nevezte, amelynek célja a gazdaság bezárása a megavállalatok érdekében", és kijelentette, hogy "a vakcinák halált okoznak".

### 5G-s mobiltelefon-hálózatok

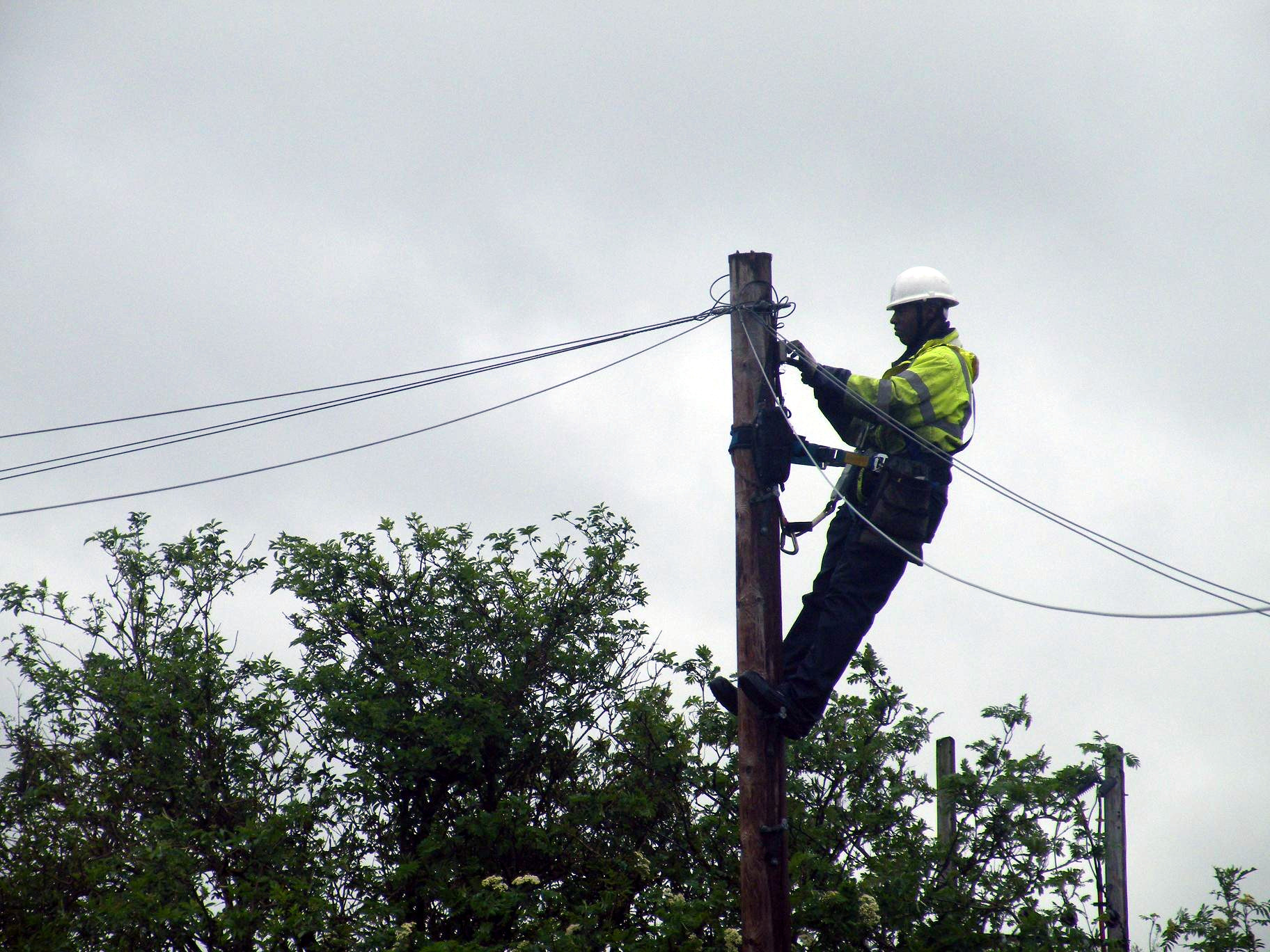
Openreach-mérnökök fellebbeztek az 5G-ellenes Facebook-csoportokban, mondván, hogy nem foglalkoznak mobilhálózatokkal, és a munkahelyi visszaélések megnehezítik számukra a telefonvonalak és a szélessávú hálózat fenntartását

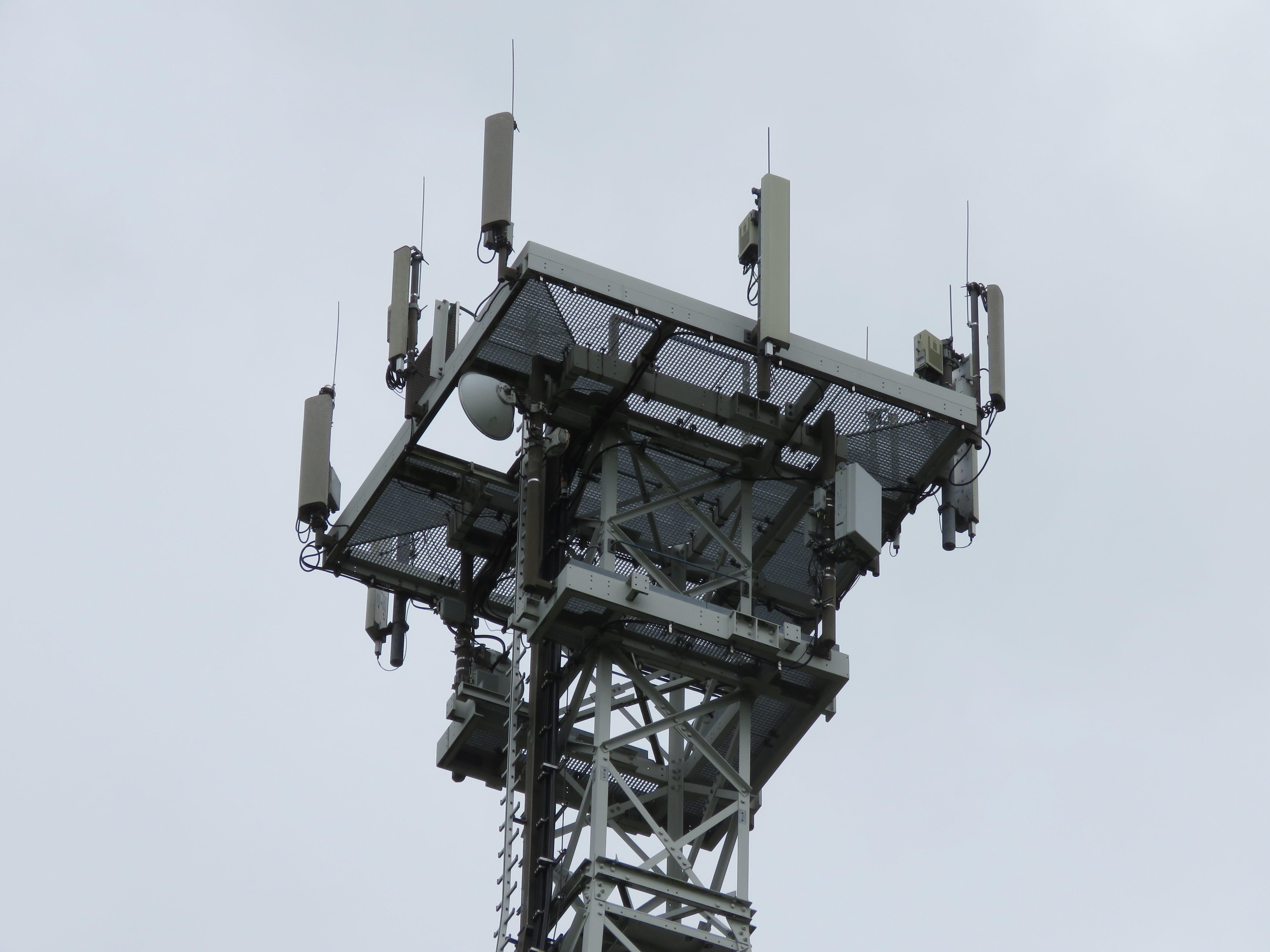
5G-tornyokat égettek fel emberek, akik tévesen ezeket okolják a Covid19 miatt

2020 februárjában a BBC News arról számolt be, hogy a közösségi médiacsoportokban összeesküvés-elméleteket hangoztatók a 2019-es koronavírusos megbetegedés és az 5G-s mobilhálózatok közötti kapcsolatot állították, azt állítva, hogy a Wuhanban és a Diamond Princess hajón kitört járványokat közvetlenül az elektromágneses mezők, valamint az 5G és a vezeték nélküli technológiák bevezetése okozta. Az összeesküvés-elméleteket vallók azt állították, hogy a járvány egy 5G-vel kapcsolatos betegség elfedése volt.
2020 márciusában Thomas Cowan holisztikus orvosként képzett és a kaliforniai orvosi kamara által próbaidőre felfüggesztve működő orvos azt állította, hogy a Covid19-et az 5G okozta. Ezt arra az állításra alapozta, hogy az afrikai országokat nem érintette jelentősen a járvány, és Afrika nem 5G-s régió. Cowan azt is hamisan állította, hogy a vírusok az elektromágneses mezők által megmérgezett sejtek hulladékai, és hogy a történelmi vírusjárványok egybeestek a rádiótechnológia jelentős fejlődésével.
A Cowan állításairól készült videó vírusként terjedt el, és hírességek, köztük Woody Harrelson, John Cusack és Keri Hilson énekesnő is újraközvetítették. Az állításokat egy állítólagos "összehangolt dezinformációs kampány" is terjeszthette, hasonlóan az oroszországi Szentpéterváron működő Internet Research Agency által alkalmazott kampányokhoz. Az állításokat a közösségi médiában kritizálták, és a Reuters, az USA Today, a Full Fact és az American Public Health Association ügyvezető igazgatója, Georges C. Benjamin cáfolta.

### Mikrocsipbeültetés
2021 májusa körül videómegosztó platformokon olyan videók jelentek meg, amelyeken a Janssen-Covid19-vakcina beadása után emberek karjára mágnesek tapadnak. Ezekkel akarták bizonyítani azt az összeesküvés-elméletet, miszerint a vakcinák mikrocsipeket tartalmaznak. A félrevezető tartalmú videókat rövid időn belül cáfolták.

## Fordítás
Ez a szócikk részben vagy egészben  a   COVID-19 misinformation című angol Wikipédia-szócikk fordításán alapul.  Az eredeti cikk szerkesztőit annak laptörténete sorolja fel. Ez a jelzés csupán a megfogalmazás eredetét és a szerzői jogokat jelzi, nem szolgál a cikkben szereplő információk forrásmegjelöléseként.